# سيمون رولفس

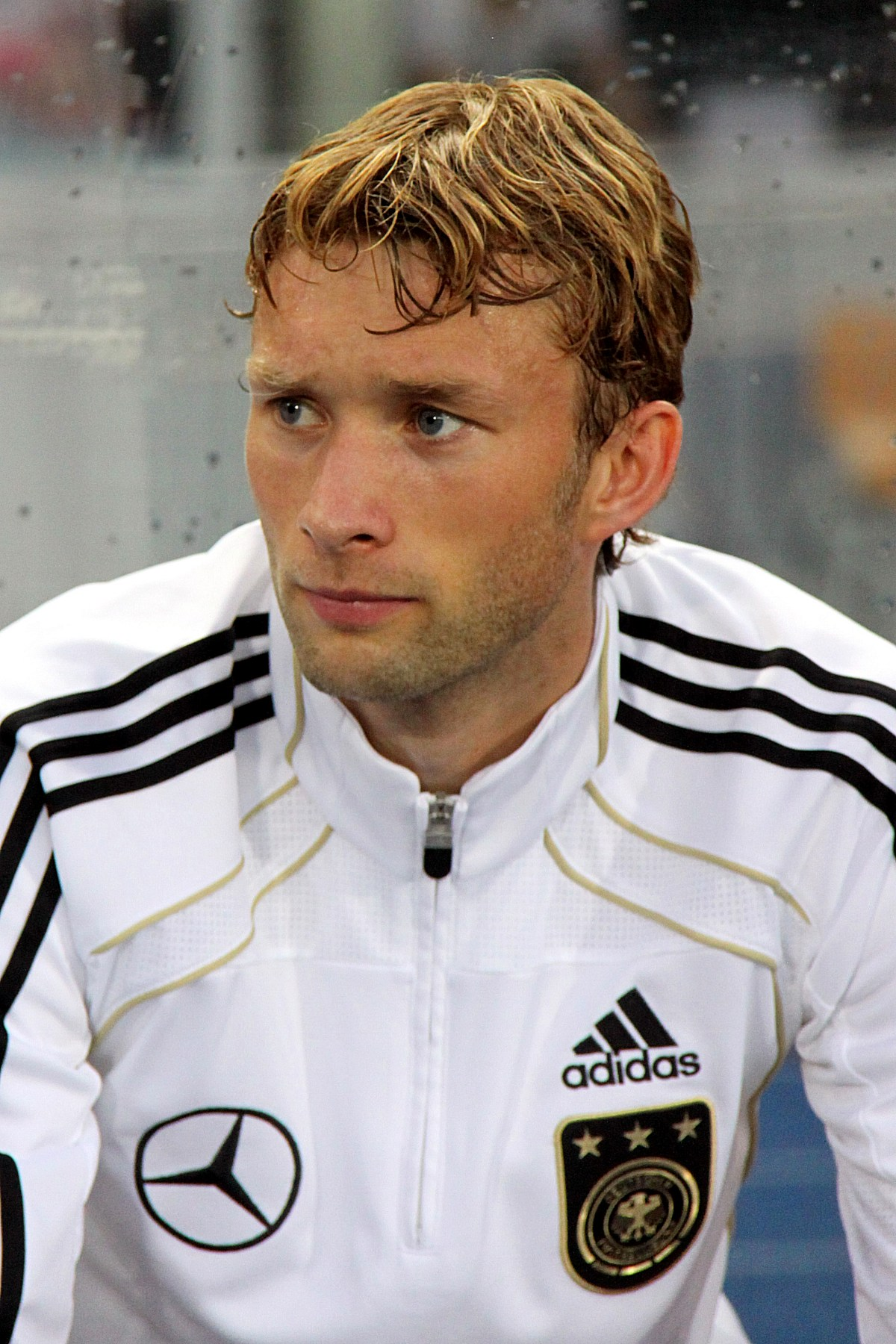
سيمون رولفس

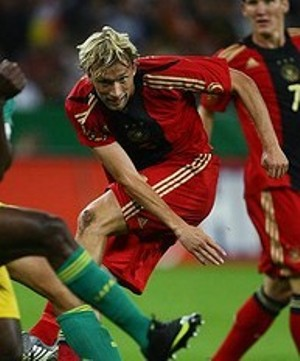
سيمون رولفس بقميص فريق باير ليرفركوزن في سبتمبر 2009

سيمون رولفس (بالألمانية: Simon Rolfes) من مواليد 21 يناير 1982 في إبنبورن في ألمانيا ، لاعب كرة قدم ألماني.

## السيرة الذاتية
ولد سيمون رولفس في قرية إبنبورن في ألمانيا الغربية . انطلق كروياً كناشئ في فريق ضاحيته تو إس ريكي لفترة كبيرة استمرت 13 سنة بداية من 1986 حتى وقعت عين كشافي فيردر بريمن عليه فضموه في 1999 وبقى ناشئاً لموسم واحد صعد بعدها للفريق الثاني لفيردر بريمن ولكنه لم يمثل الفريق الأول في أي مباراة وسجل اسمه كواحد من أكثر اللاعبين مشاركة مع الفريق الثاني لفيردر بريمن حيث شارك في 100 مباراة كاملة دون أن يظهر للأضواء مع الفريق الأول والذي جعل الأمر غريباً هو أن اللاعب كان من طراز لاعبي الارتكاز المسجلين للأهداف لكن القدر لم ينصفه فرصته في المشاركة في البوندزليجا .
في 2002 يأس رولفس من الوضع وطلب الرحيل فوافق بريمن على رحيل اللاعب على سبيل الإعارة لفريق إس إس في روتلينجين لمدة موسم واحد لكن اللاعب تعرض بعد 13 مباراة فقط لإصابة طويلة المدى ظن البعض معها أن رولفس فقد حياته المهنية كلاعب كرة قدم حيث عاد لبريمن مرة أخرى ولم يشارك في موسم 2003-2004 بأكمله بسبب تأثره بهذه الإصابة .
عندما عاد كان تعاقده قد انتهى بالفعل مع بريمن ولم يطلب منه النادي التجديد فذهب بدون مقابل ليوقع عقداً جديداً مع ألمانيا آخن وهو النادي الذي شهد الانطلاقة الفعلية لسيمون حيث شارك في 28 مباراة وسجل ثلاثة أهداف وقدم أول موسم رائع في تاريخه مع هذا النادي العريق .
تألق رولفس جعل منه هدفاً لأندية كبرى فعرض عليه بريمن العودة وفاوضه بوروسيا دورتموند وقدم شالكه عرضاً مغرياً له لكن اللاعب بحث عن المشاركة أكثر من الماديات ففضل الموافقة على عرض باير ليفركوزن الذي كان يعاني حينها على مستوى وسط الميدان بعد رحيل مايكل بالاك لصفوف بايرن ميونخ .
كان باير ليفركوزن هو التربة الخصبة التي ترعرع فيها رولفس حيث عرفه الشعب الألماني من خلال باير ليفركوزن وأصبح رولفس واحد من أكثر اللاعبين شعبية في البوندزليجا وشارك في 144 مباراة وسجل 25 هدف لكنه لم يشهد الكثير في مباريات هذا الموسم حيث أجبرته الإصابة في الكاحل على عدم مشاركة باير ليفركوزن في أفضل موسم للفريق خلال الخمس سنوات الأخيرة .
على مستوى المنتخب فتمثيل رولفس لألمانيا دولياً كان هو سبب بقاء اللاعب في الصورة خلال الفترات التي غاب فيها عن مباريات الفرق التي لعب لها حيث انضم لأول مرة لمنتخب ألمانيا تحت 21 سنة في 2002 عندما كان موقفه يتعقد مع بريمن .

## مسيرته الكروية
لعب سيمون رولفس خلال مسيرته الاحترافية مع 4 أندية في ستة عشر موسمًا وسجل خلالها 62 هدفًا ضمن 429 مباراة. ولم يفز بأي موسم بالكأس أو بالدوري.
خاض سيمون رولفس مسيرته مع فيردر بريمن 2 ‏ في موسم 2000–01 في المرة الأولى واستمر معه طيلة ثلاثة مواسم ثم في موسم 2003–04 لمدة موسم واحد، مشاركًا طوالها في 100 مباراة سجل خلالها 18 هدفًا. ثم انتقل إلى رويتلينغن 05 ‏ في موسم 2002–03 لمدة موسم واحد، حيث شارك في 13 مباراة ولم يسجل أي هدف. لينتقل بعدها إلى نادي ألمانيا آخن في موسم 2004–05 لمدة موسم واحد، مشاركًا في 28 مباراة سجل خلالها 3 أهداف. ثم انتقل إلى نادي باير 04 ليفركوزن في موسم 2005–06 ليلعب معه عشرة مواسم، مشاركًا في 288 مباراة سجل خلالها 41 هدفًا.

## روابط خارجية
- سيمون رولفس على موقع الاتحاد الدولي (مؤرشف)  (الإنجليزية)
- سيمون رولفس على موقع الاتحاد الأوربي (الإنجليزية)
- سيمون رولفس على موقع إي إس بي إن إف سي (الإنجليزية)
- سيمون رولفس على موقع قاعدة بيانات كرة القدم.إي يو (الإنجليزية)
- سيمون رولفس على موقع بيانات كرة القدم. دي إي (الألمانية)
- سيمون رولفس على موقع ناشيونال فوتبول تيمز (الإنجليزية)
- سيمون رولفس على موقع عالم كرة القدم.نت (الإنجليزية)
- سيمون رولفس على موقع AS.com (الإسبانية)